# Saison 13 de New York, police judiciaire
Chronologie
Saison 12 Saison 14
La treizième saison de New York, police judiciaire, série télévisée américaine, est constituée de vingt-quatre épisodes, diffusée du 2 octobre 2002 au 21 mai 2003 sur NBC.

## Distribution

### Acteurs principaux
- Jerry Orbach : détective Lennie Briscoe
- Jesse L. Martin : détective Ed Green
- S. Epatha Merkerson : lieutenant Anita Van Buren
- Sam Waterston : premier substitut du procureur Jack McCoy
- Elisabeth Röhm : substitut du procureur Serena Southerlyn
- Fred Dalton Thompson : procureur Arthur Branch

## Épisodes

### Épisode 1:Le Fanatique
- États-Unis : 2 octobre 2002 sur NBC

### Épisode 2:Meurtre au lycée
- États-Unis : 9 octobre 2002 sur NBC

### Épisode 3:Série noire
- États-Unis : 16 octobre 2002 sur NBC

### Épisode 2:Dernier rôle
- États-Unis : 30 octobre 2002 sur NBC

### Épisode 5:La Bague
- États-Unis : 6 novembre 2002 sur NBC

### Épisode 6:Tueurs à gages
- États-Unis : 13 novembre 2002 sur NBC

### Épisode 7:La Chasse est ouverte
- États-Unis : 20 novembre 2002 sur NBC

### Épisode 8:Astérisque
- États-Unis : 27 novembre 2002 sur NBC

### Épisode 9:La Roue
- États-Unis : 11 décembre 2002 sur NBC

### Épisode 10:La Fête des mères
- États-Unis : 8 janvier 2003 sur NBC

### Épisode 11:L’Élu
- États-Unis : 15 janvier 2003 sur NBC

### Épisode 12:Au nom de Dieu
- États-Unis : 5 février 2003 sur NBC

### Épisode 13:Par contumace
- États-Unis : 12 février 2003 sur NBC

### Épisode 14:Mauvais sort
- États-Unis : 19 février 2003 sur NBC

### Épisode 15:La Louve
- États-Unis : 26 février 2003 sur NBC

### Épisode 16:La Case suicide
- États-Unis : 26 mars 2003 sur NBC

### Épisode 17:Le Génie
- États-Unis : 2 avril 2003 sur NBC

### Épisode 18:Maritime
- États-Unis : 17 avril 2003 sur NBC

### Épisode 19:Le Voyant
- États-Unis : 23 avril 2003 sur NBC

### Épisode 20:Un bon départ
- États-Unis : 30 avril 2003 sur NBC

### Épisode 21:Visites à domicile
- États-Unis : 7 mai 2003 sur NBC

### Épisode 22:Le Protégé
- États-Unis : 14 mai 2003 sur NBC

### Épisode 23:Couples
- États-Unis : 21 mai 2003 sur NBC

### Épisode 24:Fumée
- États-Unis : 21 mai 2003 sur NBC